# Alt.end
«alt.end» es el trigésimo sexto sencillo de la banda británica The Cure. Fue lanzado en octubre de 2004 como segundo sencillo del álbum  The Cure exclusivamente en Estados Unidos. Es el equivalente estadounidense de "Taking Off", elegido como segundo sencillo de este álbum en el resto del mundo. Ambos sencillos fueron lanzados al mismo tiempo y cuentan con los mismos lados B.

## Lista de canciones
| Sencillo en CD |                        |          |  |
| N.º            | Título                 | Duración |  |
| 1.             | «alt.end» (Radio Edit) | 3:00     |  |
| 2.             | «Why Can't I Be Me?»   | 4:16     |  |
| 3.             | «Your God Is Fear»     | 5:05     |  |

| CD promocional |                        |          |  |
| N.º            | Título                 | Duración |  |
| 1.             | «alt.end» (Radio Edit) | 3:00     |  |

## Músicos
- Robert Smith — guitarra, voz
- Simon Gallup — bajo
- Perry Bamonte — guitarra
- Roger O'Donnell — teclado
- Jason Cooper — batería